# Director General de Tráfico

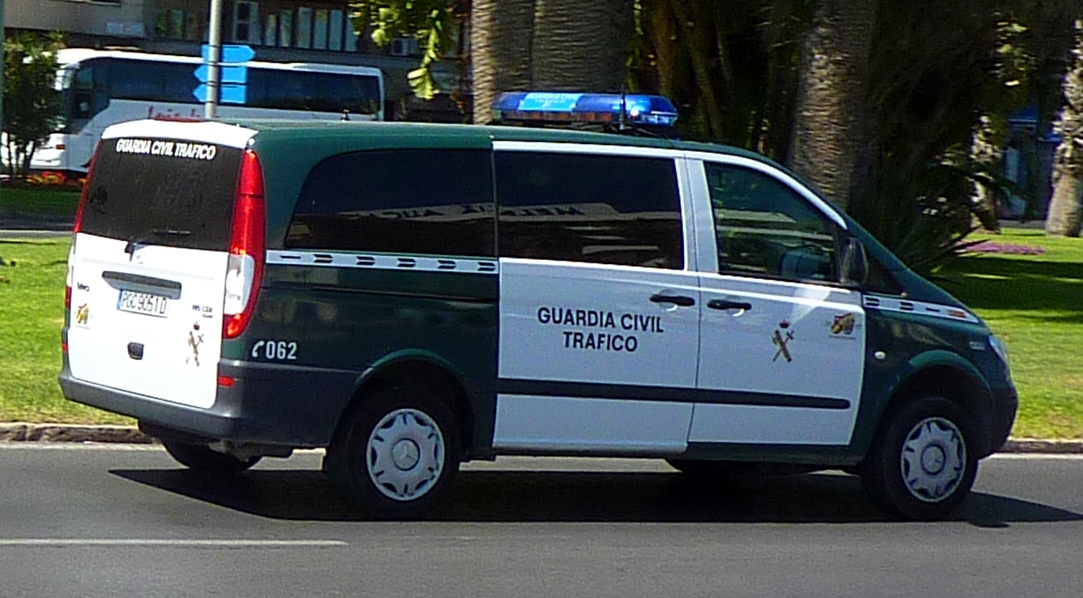
Vehículo de la Guardia Civil de Tráfico

El Director General de Tráfico de España es un alto cargo del Ministerio del Interior que encabeza la Dirección General de Tráfico, el órgano administrativo a través del cual el Gobierno de la Nación administra y gestiona el organismo autónomo Jefatura Central de Tráfico. El director general asume la programación estratégica del organismo y es responsable de la comunicación y divulgación relacionada con el tráfico y la seguridad en la circulación vial.
El cargo de director general apareció en 1967 en el entonces Ministerio de Gobernación, sustituyendo al entonces jefe central de Tráfico. Asimismo, desde 1977 la Agrupación de Tráfico de la Guardia Civil depende del DGT en todo lo relativo a servicios y material.
El actual director general de Tráfico es Pere Navarro Olivella, quien asumió el cargo en junio de 2018. Con anterioridad, Navarro ya había ejercido este cargo durante la presidencia de José Luis Rodríguez Zapatero y brevemente con Mariano Rajoy, en el periodo 2004–2012.

## Funciones
Entre las funciones del director general se encuentran:
- Ostentar la representación de la Jefatura Central de Tráfico en el ámbito nacional e internacional.
- Ejercer la superior dirección del organismo autónomo Jefatura Central de Tráfico (JCT), impulsando y coordinando los servicios del mismo en orden al cumplimiento de sus funciones y preside las reuniones del Comité de Dirección, del Consejo de Dirección, de la Convención de Directivos, Comité de Inversiones, del Comité de Seguridad Vial y del Consejo Editorial de la revista "Tráfico".
- La comunicación y divulgación relacionada con el tráfico y la seguridad en la circulación vial.[2]
- Ejercer la vicepresidencia segunda del Consejo Superior de Tráfico.
- Ejercer las competencias atribuidas al Ministerio del Interior en materia de regulación, ordenación, gestión y vigilancia del tráfico, así como para la denuncia de las infracciones a las normas contenidas en esta ley, y sobre las labores de protección y auxilio en las vías públicas o de uso público.[8]
- Promover y suscribir convenios de colaboración, celebrar contratos y actos en nombre de la JCT, disponer los gastos y ordenar los pagos, elaborar el anteproyecto de presupuesto de ingresos y gastos, conceder subvenciones, ejecutar el presupuesto, aprobar y rendir las cuentas del organismo al Tribunal de Cuentas, ejercer competencias en materia de personal y competencias sancionadoras en materia de tráfico, y cuantas otras le sean atribuidas por norma legal o reglamentaria.

Además de estas, por delegación del ministro y del subsecretario del Interior:
- Resolver los recursos que se interpongan contra las sanciones impuestas por los Delegados del Gobierno en materia de tráfico, circulación de vehículos a motor y seguridad vial,
- Establecer el marco de controles preventivos de alcoholemia previstos en la Ley sobre Tráfico, Circulación de Vehículos a Motor y Seguridad Vial.
- Varias competencias en materia de personal funcionario y laboral, tanto destinado en los Servicios Centrales como Periféricos, así como la competencia de autorizar las comisiones de servicio con derecho a indemnización del personal de  de Tráfico de la Guardia Civil, en relación con el ejercicio de las competencias atribuidas al Ministerio del Interior en materia de vigilancia, regulación y control del tráfico y de la seguridad vial.

## Nombramiento y cese
El director general de Tráfico, como alto cargo de la Administración General del Estado, es nombrado y cesado por el Rey de España a propuesta del ministro del Interior y con la aprobación del Consejo de Ministros. Es un nombramiento político, por lo que no se requiere ningún requisito técnico más allá de la confianza del ministro.

## Dependencias

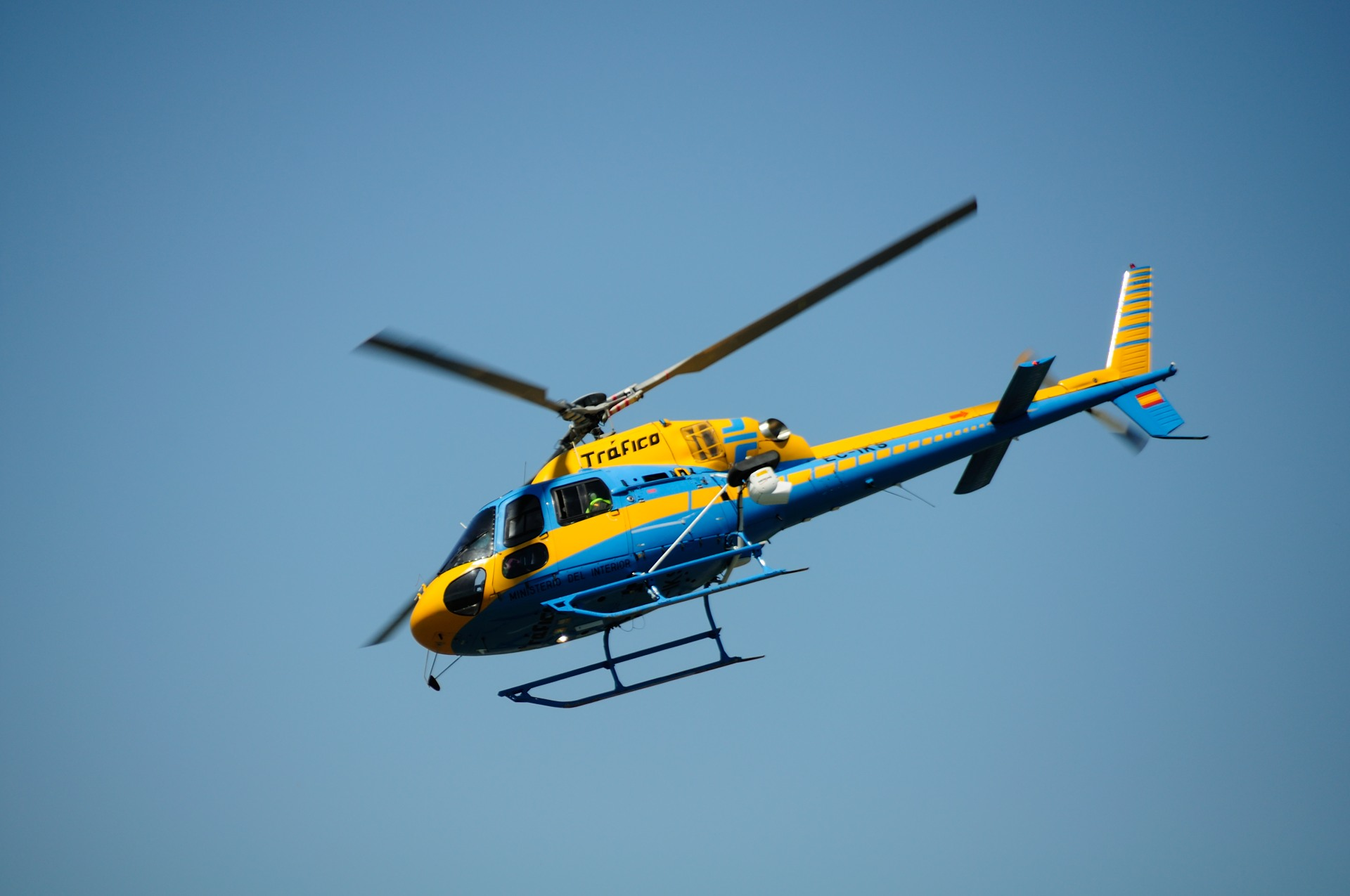
Helicóptero Pegasus de la DGT.

Del director general de Tráfico, como cabeza de la DGT, dependen todos los órganos de su organigrama, sin embargo, a efectos de este artículo hay que resaltar:
- El Gabinete, como un órgano de asistencia al director general y a través del cual ejerce muchas de sus competencias.
- El Secretario General, que colabora con el director general en la coordinación entre los distintos servicios centrales y periféricos del organismo y lo sustituye en casos de vacante, ausencia o enfermedad.[2]
- La Unidad de Normativa, que asume la determinación de la normativa técnica básica en materia de tráfico y seguridad vial, y la elaboración de estudios, propuestas y anteproyectos de disposiciones sobre tráfico y seguridad vial, sin perjuicio de las competencias del Ministerio de Fomento; y la tramitación de procedimientos sancionadores en materia de tráfico, y los de declaración de nulidad y de lesividad.

### Órganos presididos
El director general preside una serie de órganos con diferentes denominaciones; comités, consejos y convenciones.
- Comité de Dirección. Compuesto por el director general, el secretario general y los subdirectores generales. Establece las líneas básicas de actuación del organismo.
- Consejo de Dirección. Compuesto por el director general, el secretario general, los subdirectores generales, los subdirectores generales adjuntos, jefes de área y asimilados y los jefes provinciales coordinadores. Su misión fundamental es el seguimiento de la ejecución y el control del Plan de Actuaciones del Organismo.
- Comité de Inversiones. Compuesto por el director general, el secretario general, los subdirectores generales y adjuntos responsables de la ejecución de los proyectos de inversión, con los asesores que se estime oportuno. Su misión fundamental es el seguimiento y control de los referidos proyectos de inversión.
- Convención de Directivos. Formada por los subdirectores generales y adjuntos, así como por los jefes provinciales y los jefes locales de Tráfico de Ceuta y Melilla, bajo la dirección del Director General. Su misión fundamental es la presentación de ponencias, coordinación de actividades, información de carácter general y presentación de las grandes líneas de actuación para el futuro.
- Comité de Seguridad Vial. Formado por el director general, el secretario general, el subdirector general de Gestión del Tráfico y Movilidad, los subdirectores generales de Formación para la Seguridad Vial y de Ordenación Normativa, el director del Observatorio Nacional de Seguridad Vial y el jefe del Gabinete del director general. Su misión fundamental es el seguimiento de las actividades relacionadas directamente con la seguridad vial.
- Consejo Editorial de la Revista. Se compone del director general, el secretario general, los subdirectores generales de Gestión del Tráfico y Movilidad, de Ordenación Normativa, de Formación para la Seguridad Vial, el director del Observatorio Nacional de Seguridad Vial, el jefe del Gabinete del director general, diversos jefes de área relacionados con los contenidos de la Revista, y el director de la revista y los redactores-jefes.

## Lista de directores generales de Tráfico
- José Luis Torroba Llorente (1959–1971)
- Carlos Muñoz-Repiso y Vaca (1971–1974)
- José Ignacio San Martín López (1974–1976)
- Jesús García Siso (1976–1978)
- José María Fernández Cuevas (1978–1980)
- Antonio Ramón Bernabéu González (1980–1982)
- José Luis Martín Palacín (1982–1986)
- David León Blanco (1986–1987)
- Rosa de Lima Manzano Gete (1987–1988)
- Miguel María Muñoz Medina  (1988–1996)
- Carlos Muñoz-Repiso Izaguirre (1996–2004)
- Pere Navarro Olivella (2004–2012)
- María Seguí Gómez (2012–2016)
- Gregorio Serrano López (2016–2018)
- Pere Navarro Olivella (2018–presente)